# Sangihesolfågel
Sangihesolfågel (Aethopyga duyvenbodei) är en starkt utrotningshotad fågel i familjen solfåglar som förekommer i Indonesien.

## Utseende och läten
Sangihesolfågeln är en stor (12 cm) och praktfullt färgad solfågel. Hanen är purpurröd på örontäckare och som i ett halsband, metalliskt grönblå i fläckar på hjässan, övre vingtäckarna och övre stjärttäckarna, gulgrön på ryggen samt gul på undersidan och i ett band på övergumpen. Honan är mycket dovare i färgerna, med gulgrön ovansida samt gul övergump och undersida. Lätet är okänt, men den antas ha liknande ljusa läten och kvittrande sång som sina nära släktingar.

## Utbredning och status
Sangihesolfågeln förekommer på Sangihe och Siauöarna utanför norra Sulawesi. IUCN kategoriserar arten som starkt hotad.